# Wolfgang von Paler der Jüngere
Wolfgang Paler, auch Wolf Paller, seit 1581 Wolfgang von Paler (* um 1545; † 18. Juni 1622 oder 1624 in Augsburg), war ein deutscher Kaufmann.

## Leben

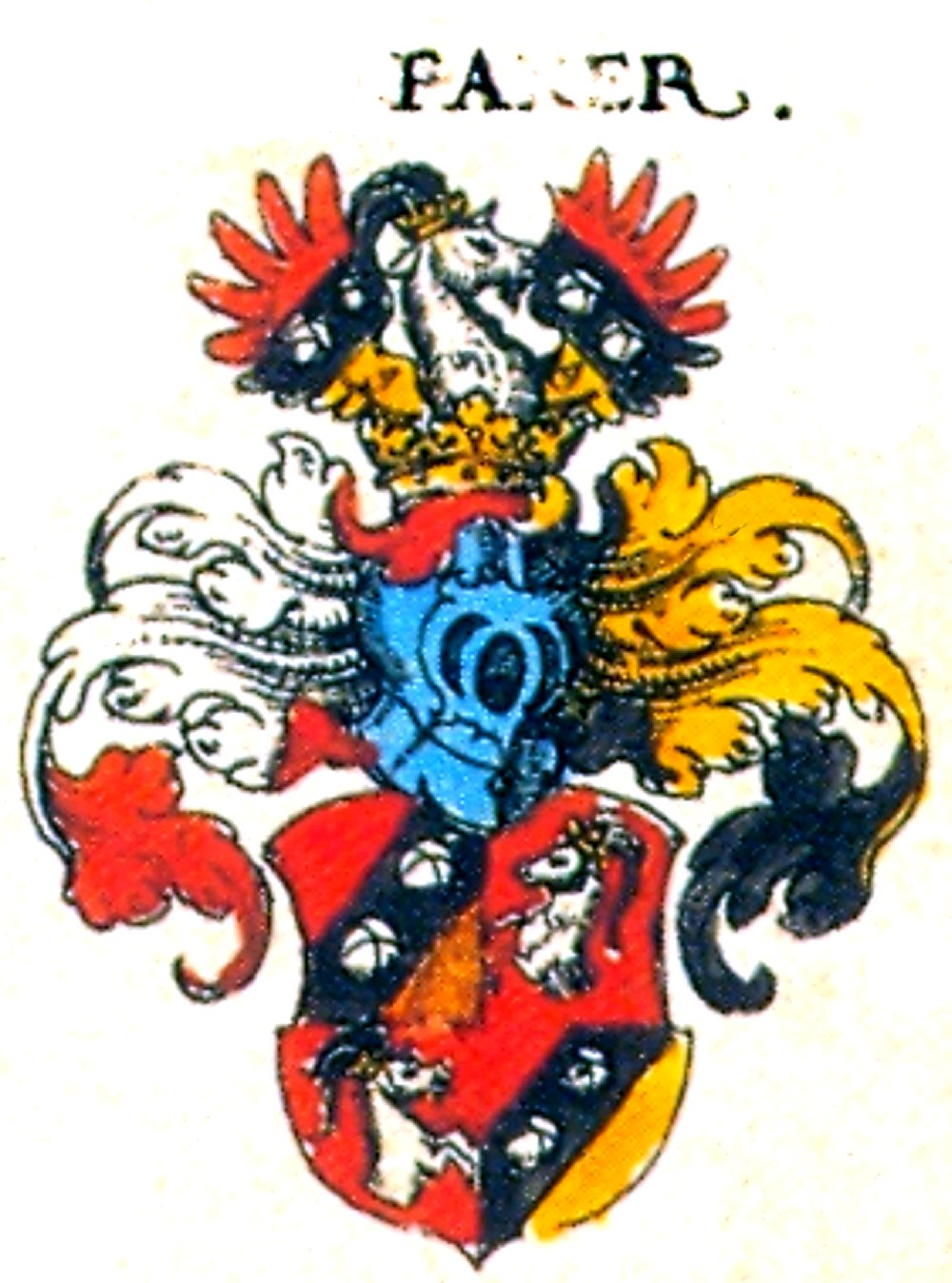
Wappen Paler bei Augspurgische Erbare Geschlecht, Johann Siebmachers Wappenbuch 1605

### Familie
Wolfgang von Paler war der Sohn des Kaufmanns Wolfgang von Paler und dessen Ehefrau Anna (geb. Funck); sein Bruder war Matthias Paler († 1583); er hatte noch weitere Schwestern.
Er heiratete 1571 in erster Ehe Rosina (* um 1545; † 5. Oktober 1582), die Enkelin des Kaufmanns Bartholomäus Welser; die Familie Welser gehörte zu den ältesten und einflussreichsten patrizischen Familien der Stadt Augsburg. 
Von ihren Kindern sind namentlich bekannt:
- Rosina Paler (* um 1572; † 24. März 1649), verheiratet mit Hieronymus III. Rehlinger (* um 1568; † 16. April 1649), ein Nachfahre des Kaufmanns Konrad Rehlinger der Ältere;
- Leonhart Paler (* um 1574; † 12. Oktober 1637), verheiratet mit Rosina von Stetten (* um 1585; † 3. April 1631);
- Magdalena Paler (* um 1580; † 29. Juli 1628), verheiratet mit Marx Conrad V. Rehlingen, auch Rehlinger[2] (* 1575; † 12. Oktober 1642).

In zweiter Ehe heiratete er am 1. Juli 1583 seine Cousine Rosina (* um 1560; † 18. Juli 1628), die Tochter von Leonhard III. Weiß (1529–1572) und dessen Ehefrau Afra († 1604). Nach dem Tod seiner Schwiegermutter erbte seine zweite Ehefrau 16.000 Gulden Bargeld und mehrere Güter, darunter Höfe in Bobingen und Oberhausen.
Er wurde auf dem Friedhof bei St. Anna in Augsburg beigesetzt.
Bereits beim Tod seiner ersten Ehefrau 1582 hatte er an der Ostwand des Kreuzgangs von St. Anna ein Epitaph anbringen lassen. 
Sein Bildnis ist in Form einer Porträtmedaille von 1619 erhalten geblieben.

### Werdegang

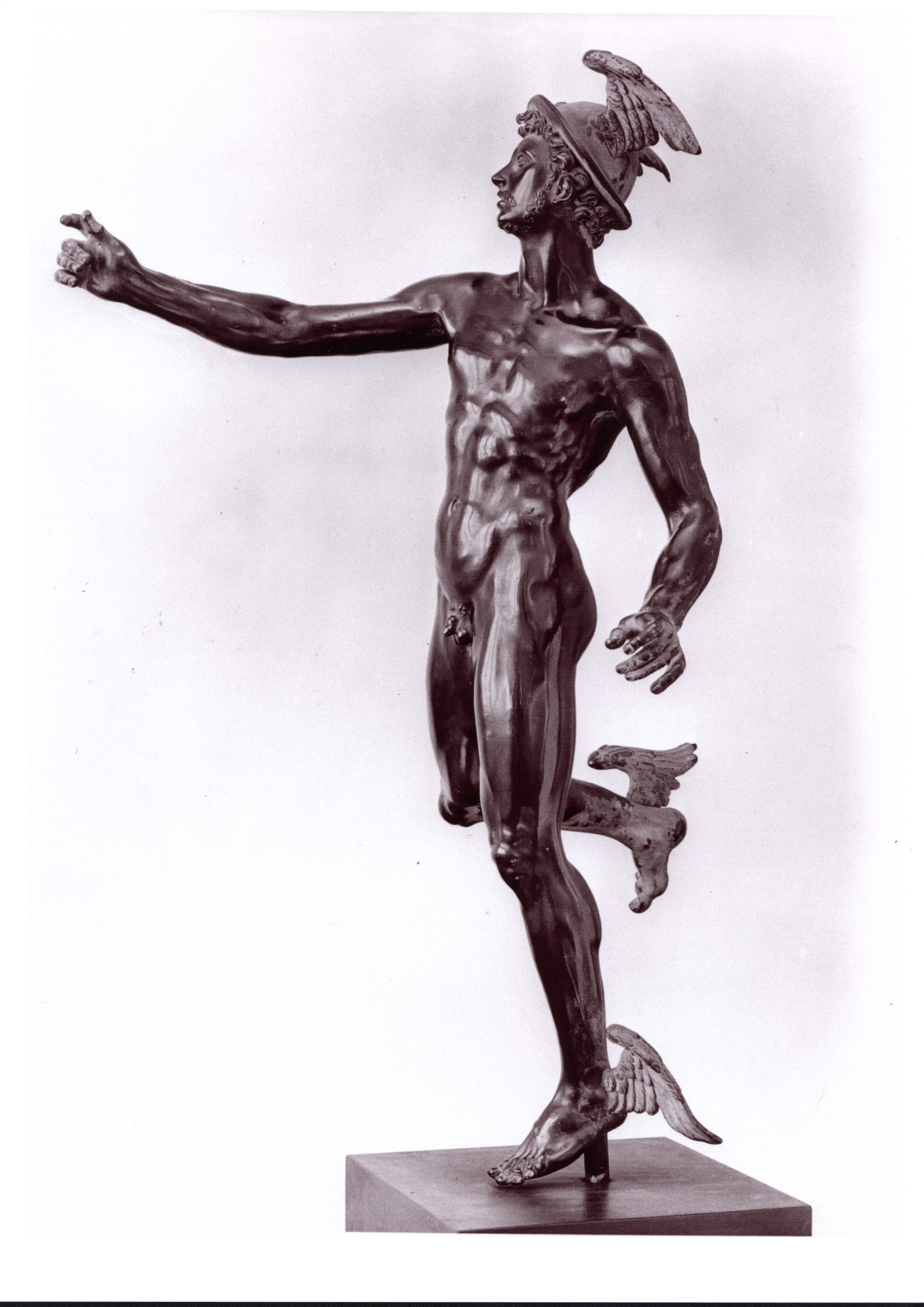
Fliegender Merkur von Hubert Gerhard

Durch die Heirat mit Rosina wurde Wolfgang von Paler in die Mehrergesellschaft aufgenommen und damit Mitglied der Herrenstube. 
Nach dem Tod seines vermögenden Vaters und dem kurz darauf erfolgten Tod seines Bruders, erbte er auch dessen Anteil an der väterlichen Handelsgesellschaft, dass er weiterführte. Den vom Vater ererbten Liegenschaften fügte er 1601 die Güter Hainhofen und Ottmarshausen bei, die er von Anton Fugger erworben hatte; zu beiden Gütern kam der Besitz der dazugehörigen Dörfer und im Fall Hainhofens ein Schlossgebäude (siehe Schloss Hainhofen). Auf dem Gut Hainhofen ließ der evangelische Wolfgang von Paler die zum Schloss gehörende Kapelle abreissen und schenkte die darin befindliche Figur seinem katholischen Nachbarn Karl Langenmantel von Westheim. Dieser ließ 1602 auf dem Westheimer Kobelberg, der sein Gelände war, ein Stück Land roden und eine Kapelle in der genauen Form des „Heiligen Hauses“ von Loreto bauen (siehe St. Maria von Loreto).
Er erwarb in den darauffolgenden Jahren weitere Güter im westlichen Vorland Augsburgs, unter anderem einen Hof in Kriegshaber, zwei Höfe in Itzlishofen sowie einen Hof in Villenbach.
Hubert Gerhard schuf um 1590 den Fliegenden Merkur (siehe Mercurius), den Gott der Händler und Diebe, für Wolfgang von Paler; die Skulptur befindet sich heute im Bayerischen Nationalmuseum.
Neben dem Handelsgeschäft mit Kupfer und Zinn führte er auch das Finanzgeschäft weiter und gewährte kaiserlichen Schuldnern finanzielle Mittel, die sich zum 31. Dezember 1615 auf 397.250 Gulden beliefen. Weitere Schuldner waren Augsburger Bürger sowie verschiedene Reichsstände und Körperschaften; unter anderem erhielten die Städte Erfurt, Göppingen, die Reichsstadt Giengen, Augsburg, Nürnberg und Hamburg sowie die Landstände von Württemberg, die kurpfälzische Landschaft in Amberg sowie die Republik Venedig verschiedene Beträge.
Am 31. Dezember 1622 bilanzierte seine Kupfer- und Zinnhandlung mit einer Bilanzsumme von 885.799 Gulden, bei der den Aktivwerten von insgesamt 885.799 Verbindlichkeiten von 146.322 Gulden gegenüberstanden; die Darlehen an das Kaiserhaus wurden als stark zweifelhaft nicht in die Bilanzierung aufgenommen, diese beliefen sich auf geschätzt, weil keine genauen Angaben vorliegen, über 810.000 Gulden.
Sein Eigenkapital wuchs vom 31. Dezember 1615 bis Ende 1622 von 114.703 Gulden auf 739.477 Gulden an. Dazu kam noch sein Immobilienbesitz, zu dem verschiedene Schätzwerte vorlagen, aber als er starb, hatten seine Besitztümer einen Vermögenswert von ungefähr 1.675.000 Gulden. Er galt damals als einer der reichsten Männer seiner Zeit.
Von 1594 bis 1598 war er Mitglied des Stadtgerichts.
Als Vertreter der Mehrer saß er von 1598 bis 1620 im Kleinen Rat von Augsburg, dem engeren Führungszirkel der reichsstädtischen Verwaltung, das die oberste Verfassungsinstanz der Stadtrepublik verkörperte. Von Seiten der Mehrer erhielt er 1606 das Amt des Baumeisters, einem Organ der Finanzverwaltung, von dem er 1620 zurücktrat.